# Georgij Katys
Georgij Petrovič Katys (rusky Георгий Петрович Катыс; 31. srpna 1926 Moskva – 7. srpna 2017) byl sovětský kosmonaut.
Narodil se v Moskvě v roce 1926. Studoval Baumanovu Moskevskou státní technickou univerzitu, kde získal v roce 1963 titul kandidát technických věd.
V roce 1964 byl vybrán mezi sovětské kosmonauty, jako člen oddílu pro lety na programu Voschod. Byl členem záložní posádky letu Voschod 1 a členem hlavní posádky zrušeného letu Voschod 4. Později se stal členem oddílu sovětské akademie věd. Do vesmíru však nikdy neletěl.
Podílel se na vývoji Lunochodu, sovětského měsíčního roveru. Od roku 1984 vyučoval na Moskevské technické univerzitě, na Ústavu radiotechniky, elektroniky a automatizace. Byl členem Ruské akademie přírodních věd a Akademie kosmonautiky.